# ژاک فیشی
ژاک فیشی (انگلیسی: Jacques Fieschi؛ زادهٔ ۱۹۴۸) فیلم‌نامه‌نویس فرانسوی است. وی از سال ۱۹۸۵ برای بیشتر ۳۰ فیلم نویسندگی کرده‌است. او فیلم کالیفرنیای فرانسوی را نوشته و کارگردانی کرده که در بخش نوعی نگاه جشنواره فیلم کن ۲۰۰۶ نمایش داده شد.

## گزیده فیلم‌شناسی
- پلیس (۱۹۸۵)
- شب‌های وحشی (۱۹۹۲)
- ایرما وپ (۱۹۹۶، هنرپیشه)
- ساد (۲۰۰۰)
- سرنوشت احساساتی (۲۰۰۰)
- چارلی می‌گوید (۲۰۰۶)
- ایو سن لوران (۲۰۱۴)
- از سرزمین ماه (۲۰۱۶)
- عاشقان (۲۰۲۰)